# 海老取川
海老取川（えびとりかわ）は、東京都大田区を流れる多摩川の分流で東京国際空港（羽田空港）を隔てている一級河川である。長さ約2 km。うち1 kmは河川法上の指定区間となっている。

## 行政指定

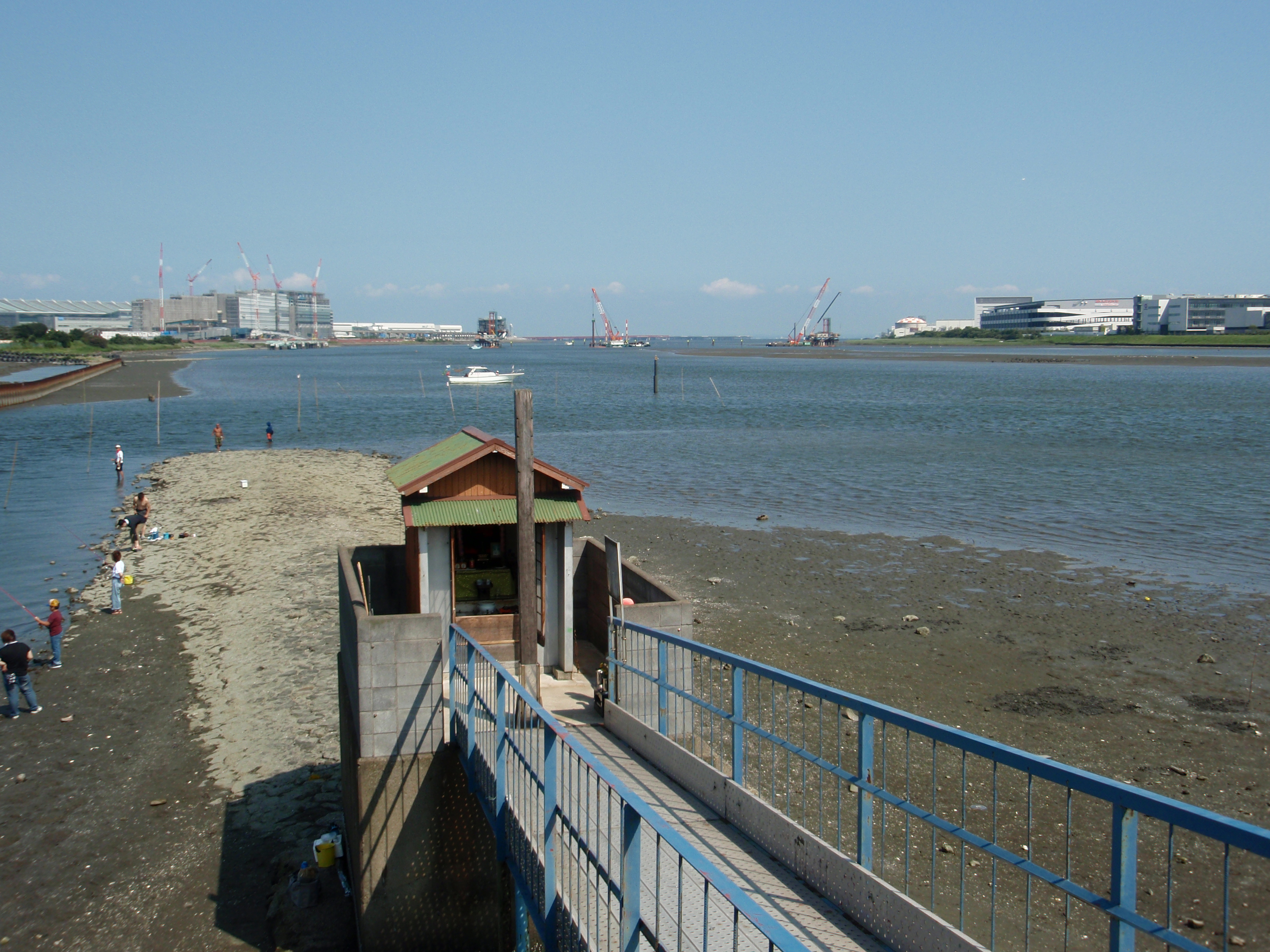
上流端（五十間鼻、写真左方が海老取川）

- 一級河川（指定者:内閣総理大臣、根拠法:1966年（昭和41年）3月28日政令第50号「河川法第四条第一項の水系及び一級河川を指定する政令の一部を改正する政令」）、1968年指定
  - 上流端:多摩川からの分派点、下流端:海
- 多摩川水系

## 流路
多摩川下流の大田区羽田六丁目から分かれて北に流れ、東京湾に注ぐ。河口付近で新呑川と合流する。
東岸に空港関連の施設があり、西岸の北の方に工場が多く立地する。西岸の南は住宅地である。河岸には漁業用船舶やプレジャーボートが係留されている。
名前の通り、昔（明治年間）芝海老が取れたことが名前の由来である。その芝海老の「芝」も本川の近傍に位置する港区の芝浦に由来する。

## 橋梁など
南側から記載
- 弁天橋
- 天空橋（歩行者専用）
- 京急空港線 - 橋架はなし、地下で交差。
- 稲荷橋
- 穴守橋（国道131号、環八通り）
- （首都高速1号羽田線）
- 羽田可動橋（首都高速1号羽田線、供用休止中）
- 羽田トンネル（首都高速1号羽田線）
- 海老取川トンネル（東京モノレール羽田空港線）